# Эшенбреннер, Ханс
Ханс Эшенбреннер (7 ноября 1910 — 9 июля 2007) — немецкий стрелок. Представитель протектората Саар на Олимпийских играх 1952 года.

## Карьера
На Олимпийских играх 1952 года в Хельсинки Эшенбреннер вместе с Людвигом Грефом был одним из двух представителей Саара в стрелковом спорте. Он принял участие только в одной дисциплине — стрельбе из малокалиберной винтовки лёжа с 50 метров, где занял 52 место (из 58) с результатом 384 очка.